# バッドパラドックス
「バッドパラドックス」は、日本のロックバンドであるBLUE ENCOUNTの楽曲、および2019年9月11日にKi/oon Musicから発売された同バンド10枚目のシングル。CD発売にさきがけて8月3日に先行配信リリースされた。

## 概要
前作「FREEDOM」以来10ヶ月ぶりのシングル。
表題曲「バッドパラドックス」は日本テレビ系 土曜ドラマ『ボイス 110緊急指令室』の主題歌。また、タイアップ元が2016年に放送・発売された、『THE LAST COP/ラストコップ』の主題歌『LAST HERO』と共通する点がいくつかある（唐沢寿明主演、日本テレビ系土曜ドラマ）。
初回生産限定盤のカップリングには、椎名林檎の「ギブス」のカバーを収録。BLUE ENCOUNTが自身の作品にカバー曲を収めるのは本作が初となる。また初回限定盤の特典DVDには、2019年6月21日に行われた「HALL TOUR 2019 apartment of SICK(S)」の東京・中野サンプラザホール公演より5曲のライブ映像とツアードキュメンタリーが収録される。
CDのみの通常盤には表題曲のほか、カップリングとして中野サンプラザホール公演より「VS」「もっと光を」の2曲がライブ音源として収録される。

## 収録曲

### 初回生産限定盤
| #  | タイトル               | 作詞・作曲 |
| -- | ---------------------- | ---------- |
| 1. | 「バッドパラドックス」 | 田邉駿一   |
| 2. | 「ギブス」(カバー)     | 椎名林檎   |

| 「HALL TOUR 2019 apartment of SICK(S)@中野サンプラザ06.21」 |                                                                           |      |            |
| #                                                           | タイトル                                                                  | 作詞 | 作曲・編曲 |
| 1.                                                          | 「PREDATOR」(ライブ映像)                                                  |      |            |
| 2.                                                          | 「ハウリングダイバー」(ライブ映像)                                        |      |            |
| 3.                                                          | 「VS」(ライブ映像)                                                        |      |            |
| 4.                                                          | 「もっと光を」(ライブ映像)                                                |      |            |
| 5.                                                          | 「アンコール」(ライブ映像)                                                |      |            |
| 6.                                                          | 「Making of HALL TOUR 2019 apartment of SICK(S)」(ツアードキュメンタリー) |      |            |

### 通常盤
| #  | タイトル                                                                             | 作詞・作曲 |
| -- | ------------------------------------------------------------------------------------ | ---------- |
| 1. | 「バッドパラドックス」                                                               | 田邉駿一   |
| 2. | 「VS (HALL TOUR 2019 apartment of SICK(S)@中野サンプラザ06.21)」(ライブ音源)         |            |
| 3. | 「もっと光を (HALL TOUR 2019 apartment of SICK(S)@中野サンプラザ06.21)」(ライブ音源) |            |